# Народни музеј Крушевац
Народни музеј Крушевац је регионални музеј који је својом делатношћу надлежан за област Расинског округа. Основан је 19. децембра 1951. године.

## О музеју
Народни музеј Крушевац своју основну делатност остварује кроз сакупљање, чување, заштиту и излагање покретних културних добара и остатака материјалне културе. Смештен је у комплексу средњовековног града кнеза Лазара Хребељановића у непосредној близини цркве Лазарице. У неокласицистичком здању некадашње гимназије саграђене 1863. године са сецесијским декоративним елементима из 1908. данас је смештена стална музејска поставка која сведочи о историјском и културном развоју Крушевца и околине. У овој згради су смештена матична одељења, а у саставу музеја су и Кућа Симића, Уметничка галерија и Меморијални комплекс „Слободиште”. Прва стална поставка у данашњој матичној згради музеја је реализована у две фазе: 1969. и 1971. године. Ревитализација и реконструкција објекта је извршена 2011—12. године, а у периоду од 2012. до 2019. је урађена нова стална поставка. У Кући Симић се од 2007. налази стална поставка која се тематски везује за културну историју града.
Од 2018. године у музеју се започело са електронском дигитализацијом музејских предмета. Поред истраживачке, музеј се бави и изложбеном, издавачком и педагошком делатношћу, презентује богату културну баштину путем изложби, каталога и стручних публикација.

## Фонд музеја
Фонд Музеја садржи око двадесет и три хиљаде музеалија које су подељене у збирке: природњачку, археолошку, етнолошку, историјску, примењене уметности, културне историје и ликовну које сведоче о трајању дугом преко шест миленија – од праисторије, преко антике и средњег века, кроз раздобље турске власти и обнове српске државности све до средине 20. века. Саставни део музеја чине и спомен збирке Милана Миловановића и Драгослава Васиљевића Фиге и легати сестара Михаиловић, Стевана и Станислава Биничког. 

### Природњачка збирка
Природњачка збирка је званично оформљена 1997. године, али прикупљање узорака датира од 1952. године, када је приспео први поклон, отисак буковог листа у бигру. До званичног формирања збирке прикупљено је тринаест примерака, набављених, углавном, путем поклона. Од тада се интензивније ради на употпуњавању збирке теренским радом, поклоном и откупом.
Најзначајнији део поклоњених збирки представља збирка проф. др Јованке Митровић Петровић са Рударско-геолошког факултета Универзитета у Београду, која обухвата веома важну палеонтолошку збирку од 15 палеонтолошких примерака из различитих крајева света.

### Археолошка збирка
Археолошка збирка се формира првенствено захваљујући истраживањима бројних археолошких локалитета, као и путем поклона и откупа, почев од  оснивања.
Збирка праисторијских артефаката обухвата материјалне остатке из периода неолита, бронзаног и гвозденог доба, покривајући широк временски ход од краја 7. миленија старе ере све до римских освајања ових простора.
Античка археолошка збирка посебну пажњу посвећује изучавању завичајне прошлости током римске епохе. У оквиру саме збирке налазе се вотивни споменици, бронзане фигурине, рељефи од камена, теракоте и олова, фибуле, накит, оруђе, оружје, керамика... 
До оснивања средњовековне археолошке збирке долази путем првих систематских археолошких ископавања средњовековног Крушевца, спроведених 1961. године, од стране Републичког завода за заштиту споменика културе и Археолошког института из Београда. Збирка је временом употпуњавана предметима сакупљаним приликом бројних археолошких ископавања и рекогносцирања терена, као и донацијама и откупима. Састоји се из трију целина одређених значајним центрима Моравске Србије ‒ Крушевцем, Сталаћем и Козником.
Као посебне сегменте требало би издвојити артефакте проистекле из археолошких истраживања локалитета Конопљаре код Читлука и Бедема код села Маскара.
Према стандардизованој подели, у оквиру збирки издвајају се три подзбирке: грнчарије, оружја и оруђа.

### Историјска збирка
Историјска збирка је формирана непосредно са оснивањем музеја која обухвата предмете почев од средњег века до данашњих дана.
У том смислу, у збирци су заступљени предмети, фотографије и документа везани за политички, војни, привредни и културни живот завичаја, а с обзиром на различитост материјала, у оквиру историјске збирке постоји дванаест подзбирки и легат Станислава Биничког (1872‒1942), који поред личних предмета, докумената и фотографија, садржи оригиналне нотне записе композиције Марш на Дрину, као и композиција насталих у раздобљу 1887—1893. године.

### Етнографска збирка
Етнографска збирка почиње са формирањем од самог оснивања музеја, када се бележи улазак у фонд једног од вреднијих предмета српске грађанске ношње, женског хаљетка евидентираног као свадбено либаде.
Устројством одељења за етнологију (1965), започето је систематско проучавање традиционалне културе и формирање збирки у које улазе предмети са територије Крушевца, али и шире антропогеографске целине дела Темнића и Западног Поморавља, Расине, поткопаоничких насеља и области Александровачке жупе.
Збирка је одражавалa све карактеристике етничке структуре крушевачког краја, где после ослобођења (1833), поред малобројног стариначког слоја, већим делом учествују досељеничке косовско-метохијске струје, измешане са млађим динарским досељеницима.
Предмети у етнолошкој збирци сведоче о свакодневном животу становништва на овим просторима, у ближој и даљој прошлости и у различитим друштвеним и економским условима. Kласификовани су и депоновани по врсти материјала, да би се временом почеле формирати збирке, подзбирке и колекције. Етнолошка збирка, са око 6000 евидентираних предмета, данас је разврстана на предмете који припадају сеоској и градској култури.

### Збирка културне историје
Збирка културне историје представља фонд грађе од изузетног значаја за проучавање токова историјских и културолошких дешавања у крушевачком крају, али и сведочанство о утицају Крушевца и знаменитих Крушевљана кроз политичко, војно и друштвено деловање на креирање историје модерне српске државе.
Оформљена је 1998. године, а године 2011. издвојена je из етнолошког и припојена историјском одељењу. Збирка садржи око 3000 предмета и обухвата разгледнице, дописне карте, фотографије, архивску грађу, легат академика Владана Ђорђевића и предмете везане за културно-историјски живот Крушевца и околине.
Збирка је већим делом музеолошки обрађена, отворена је и у сталном порасту путем истраживања, донација и откупа, према критеријуму свог значаја за документовање убрзаних културно-историјских процеса у самом граду.

### Збирка примењене уметности
Збирка примењене уметности је формирана предметима доспелим у музеј као резултат археолошких истраживања на простору средњовековног Крушевца, а који су и данас њен најважнији сегмент. Збирка је временом обогаћивана археолошким истраживањима, откупом и поклоном. Бројни покретни налази из Крушевачког града, као и делови накита и култни предмети из Сталаћа, сведоче о уметничком осећању и техничком знању средњовековних мајстора.
Поред оригиналних предмета, збирка обухвата и колекцију копија које представљају значајан документ и историјски извор. Систематски употпуњавана, према унапред утврђеном плану, она обухвата копије фресака, камене пластике, рукописа, као и реконструкцију одежде кнеза Лазара Хребељановића.

### Збирка ликовне уметности
Збирка ликовне уметности представља целину у којој су заступљени аутори и правци од значаја за разумевање историјских и савремених токова српског ликовног стваралаштва 20. века. Настајење збирке могуће је пратити кроз неколико етапа, почев од 1953. године, када су поред слика и графика набављених захваљујући суграђанима – дародавцима, реализовани и први откупи. Током 1980. године, збирка је увећана за 105 радова који су, према важећим критеријумима, представљали врхунска остварења појединих аутора. У овом периоду, у концепцијском смислу, збирка добија карактер заокружене целине, чије ће се обогаћивање надаље вршити у оквиру три јасно издвојена сегмента:
- Збирка уметничких дела насталих до 1950. године (са акцентом на стваралаштву завичајних уметника)
- Збирка дела ликовне уметности инспирисаних косовском традицијом, односно историјом српске средњовековне државе моравске епохе
- Збирка дела савремене ликовне уметности

Као посебне, у највећој мери заокружене целине, у оквиру крушевачке ликовне збирке налазе се спомен-збирке Милана Миловановића и Драгослава Васиљевића Фиге, као и легат сестара Михаиловић.
Збирка ликовне уметности Народног музеја Крушевац обухвата 491 дело. Збирка омогућава сагледавање значајних појава у ликовној уметности, али и указује на специфичности крушевачког подручја.

## Издавачка делатност
Народни музеј Крушевац издаје серијску публикацију Крушевачки зборник. Од монографских публикација су најзначајније: 
- О кнезу Лазару: научни скуп у Крушевцу 1971.
- Крушевац кроз векове: зборник реферата са симпозијума одржаног од 4. до 9. октобра 1971. у Крушевцу
- Археолошка истраживања Крушевца и Моравске Србије
- Моравска архитектура Ристић Владислав 1950—2000.
- Крушевац: културна стратиграфија праисторијских локалитета у зони става Западне Мораве и Јужне Мораве
- Народни музеј Крушевац: 1951—2016. прилози за хронологију настајања и развијања установе

Од изложбених каталога најзначајнији су: 
- Лепа варош Крушевац: Из живота и културе града крајем 19. и првим деценијама 20. века
- За краља и отачаство: 12. пешадијски пук првог позива у Великом рату
- Легат Стевана и Станислава Биничког 1953.

За обилазак свих музејских простора у граду посетиоцима су на располагању услуге стручних водича на српском и енглеском језику.